# Fanfare Ciocărlia

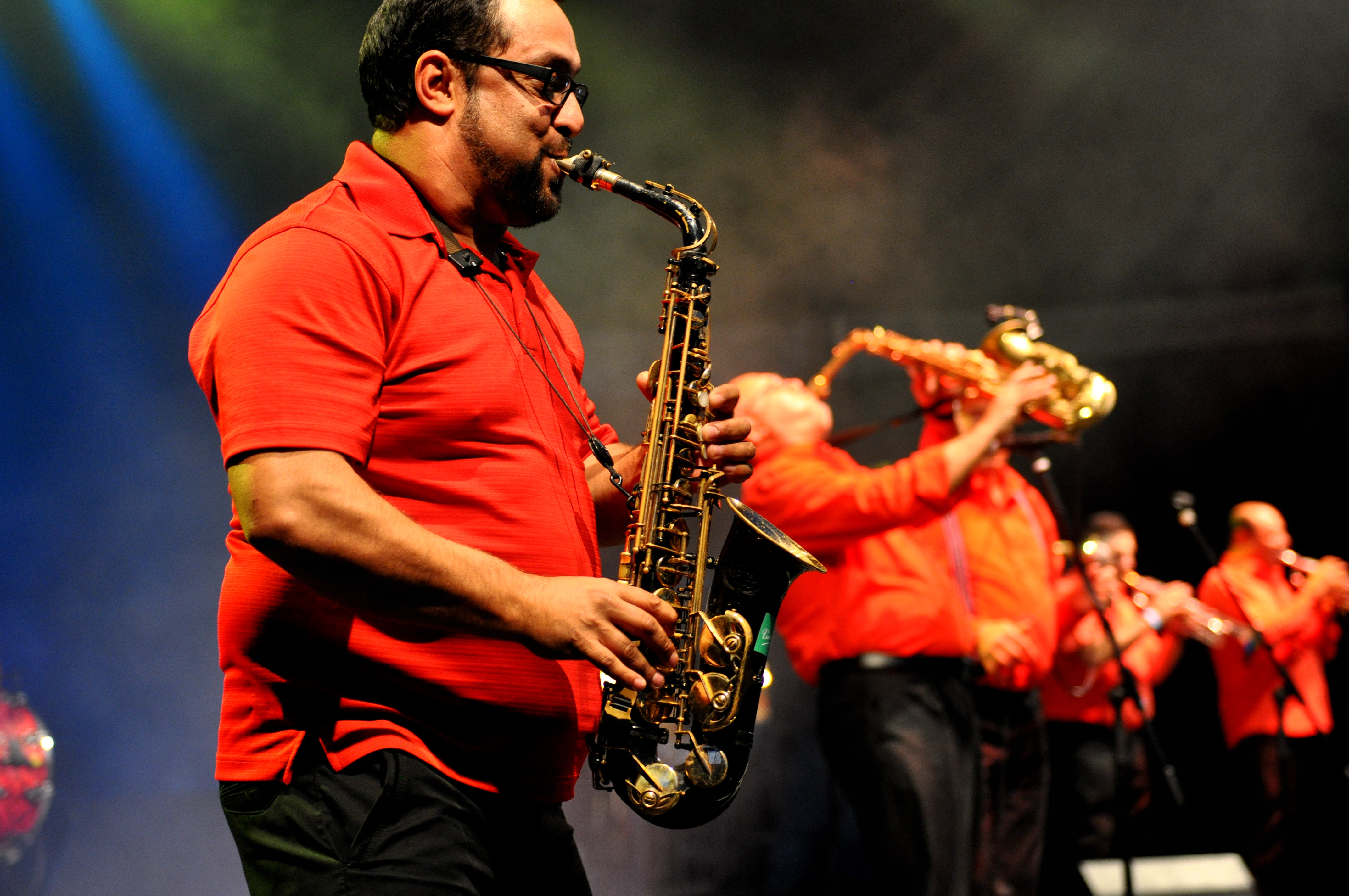
Fanfare Ciocărlia 2015 beim Bardentreffen in Nürnberg

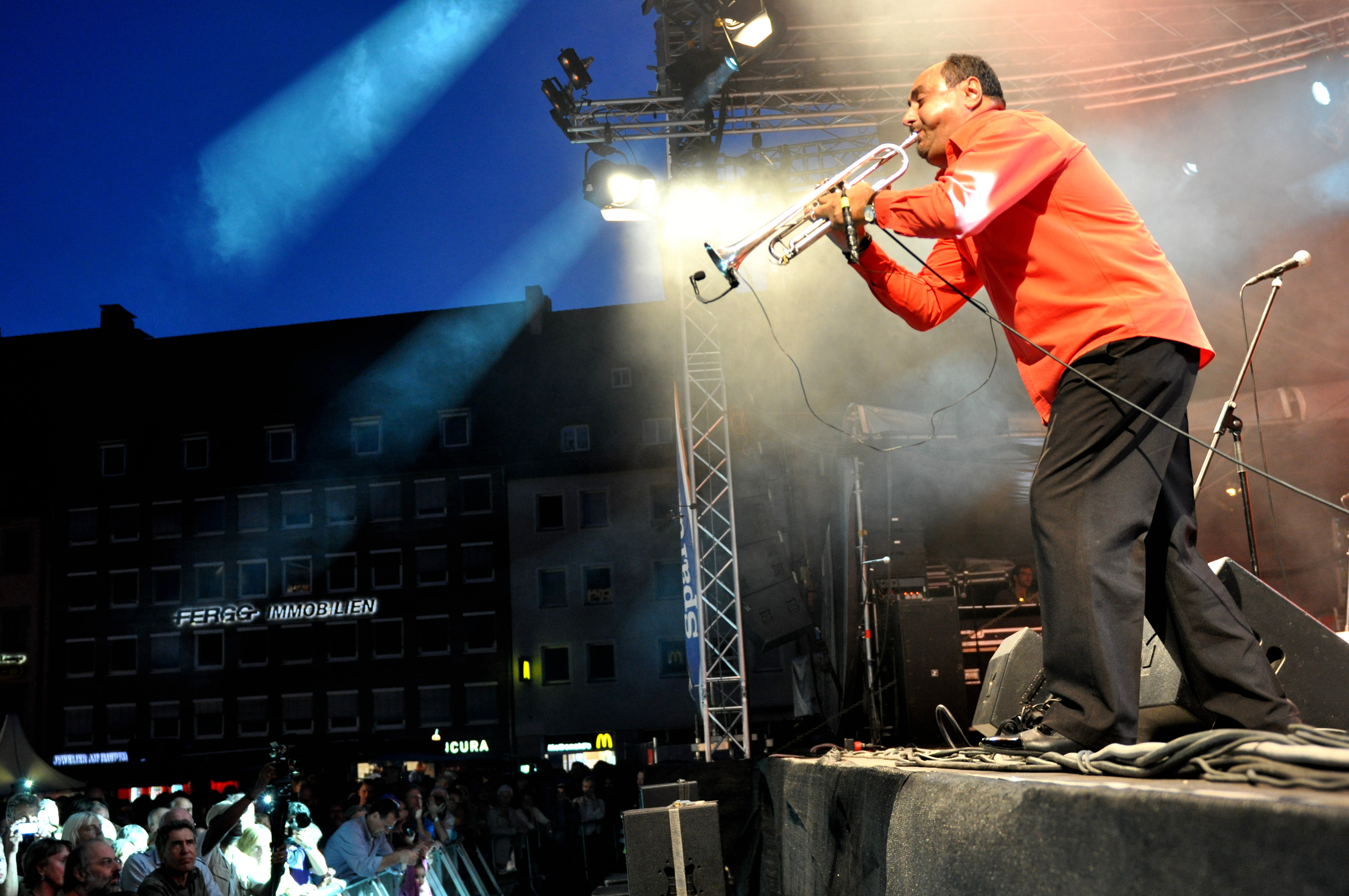
Fanfare Ciocărlia 2015 beim Bardentreffen in Nürnberg

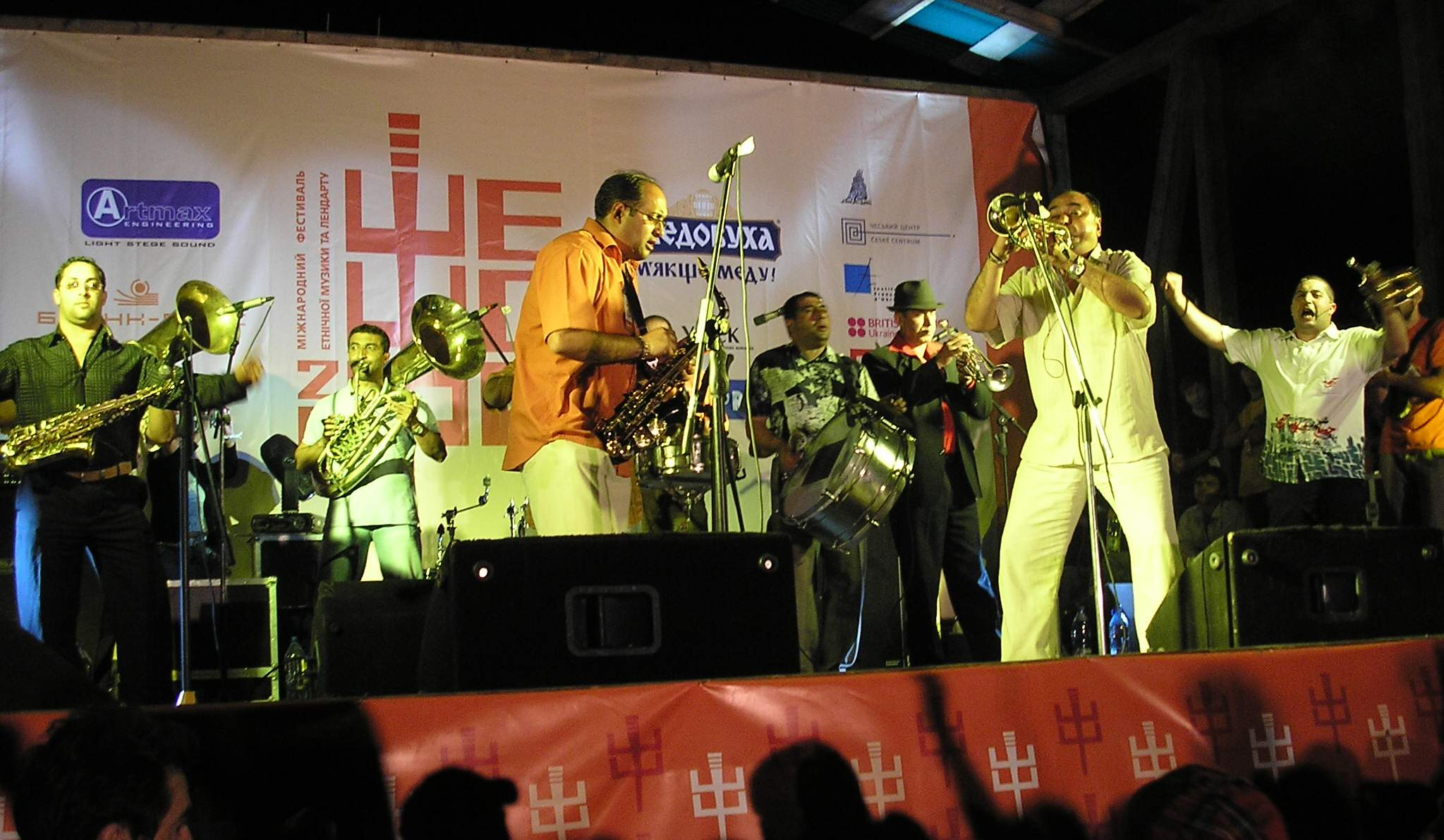
Fanfare Ciocărlia beim internationalen Weltmusik- und Landart Festival Sheshory-2006 (Ukraine)

Fanfare Ciocârlia [ˈfanˌfarə ˈtʃjɔkərˌliɐ] (von rumänisch: Ciocârlie, deutsch: Lerche) ist eine zwölfköpfige Balkan-Brass-Band aus dem Roma-Dorf Zece Prăjini im Nordosten Rumäniens.
Fanfare Ciocărlia gelten als erfolgreichstes Roma-Ensemble Europas. Die Band hat ihre musikalischen Wurzeln in der rumänischen Folklore der Sîrba und der Hora. Alle Mitglieder der Band sind Roma.
Partituren oder Notenblätter werden bei der ausschließlich mündlich tradierten Musik nicht verwendet. Die Band hat ihr traditionelles Repertoire um eigene Arrangements bekannter Evergreens erweitert (Born To Be Wild, James Bond Theme, Caravan, Summertime) und diesen Songs ihren eigenen Stempel aufgedrückt.
Seit 1997 Fanfare Ciocărlia ihren Beginn der internationalen Karriere hatten, wurden mehr als 2.000 Konzerte in über 70 Ländern gespielt. 2016 feierte die Band ihren 20. Geburtstag mit einer Welttournee.

## Geschichte

### Der Ursprung der Band in Moldova im Nordosten Rumäniens
Fanfare Ciocărlia stammt aus Zece Prăjini in der Region Moldova im Nordosten Rumäniens. Viele der Dorfbewohner wurden als Musiker für Hochzeiten und Taufen in der Gegend engagiert. Wegen der Feldarbeit waren ihre Hände allerdings so beansprucht, dass das Spiel von Saiteninstrumenten nicht infrage kam und die Wahl auf Blechblasinstrumente fiel.
Ein Instrument zu spielen, gehörte zur festen Familientradition, die von Vater zu Sohn weitergegeben wurde. Zece Prăjini war für seine Blechbläser bekannt, trotzdem hätte sich keiner der Dorfbewohner als professioneller Musiker bezeichnet.
Fanfare Ciocărlias Besetzung umfasst Trompeten, Tenor- und Baritonhörner, Tuben, Klarinetten, Saxophone, eine Große Trommel und Perkussion. Die Liedtexte sind in der Regel in Romanes oder Rumänisch verfasst.

### Von der Abgeschiedenheit des Dorflebens zu europaweitem Ruhm: 1996–1998
Henry Ernst lernt die Blaskapelle, durch Ioan Ivancea, im Oktober 1996 kennen und bekommt eine erste musikalische Kostprobe bei einer dörflichen Hochzeit. Ernst will diese Musiker erstmals nach Deutschland bringen und bot ihnen an Aufnahmen zu machen. Der deutsche Toningenieur schaffte es, erstmals Auftritte im Frühjahr 1997 in Deutschland zu organisieren und mit Asphalt Tango Records, Fanfare Ciocarlia Musik zu veröffentlichen. Zurück in Deutschland buchte Ernst mithilfe seines Freundes Helmut Neumann für Fanfare Ciocărlia eine Reihe von Auftritten auf Festivals und in Clubs.
Der Durchbruch gelang der Gruppe bei dem WDR Weltmusik Festival 1997 in Köln sowie dem Womex 1997 in Marseille. 1997 zogen sich Ernst und Neumann mit Fanfare Ciocărlia ins Studio „Electrecord“ in Bukarest zurück, um das Debüt-Album der Band aufzunehmen. Das erste Album „Radio Pascani“ wurde 1998 in Berlin auf dem Label Piranha Musik veröffentlicht und wurde sofort ein Erfolg. 1998 trat die Band mit ihrem ersten Album auf dem Womad Festival in Großbritannien auf.

### Vom Erfolg in Europa zu weltweiter Berühmtheit: 1999–2005
Fanfare Ciocărlia ging nun auf ausgedehnte Konzerttourneen. Sie spielten in ganz Europa und traten 1999 erstmals in den USA auf. Das zweite Album der Band „Baro Biao“ wurde wieder im Electrecord Studio in Bukarest aufgenommen und bei Piranha Musik veröffentlicht. Das Cover schmückt das berühmte Foto von Arne Reinhardt, auf dem Fanfare Ciocărlia aus einem fahrenden Škoda heraus ihre Instrumente spielen.  Es folgten Konzertreisen nach Japan und Australien.
2001 veröffentlichte Piranha Musik Fanfare Ciocărlias drittes Album „Iag Bari“. Auf diesem Album ist neben Interpretationen von New-Orleans-Jazz-Standards (West Side Blues) wieder die rumänische Ballade „Lume, Lume“ zu hören, diesmal zusammen mit dem bulgarischen Frauenvokalensemble „Angelite“ aufgenommen. Zudem sind auf „Iag Bari“ wieder die energiegeladenen Roma-Lieder zu hören, die die Band berühmt gemacht haben.
Fanfare Ciocărlia absolvierte weiterhin ausgedehnte internationale Tourneen und der deutsche Filmregisseur Ralf Maschalleck begleitete die Band auf ihren Reisen von ihrem Dorf nach Berlin und Tokio. Hieraus entstand die mehrfach ausgezeichnete Filmdokumentation „Iag Bari – Brass on Fire“. Der Film zeigt Fanfare Ciocărlia als Entertainer auf und hinter der Bühne und überzeugt durch den Witz und die Herzlichkeit, die die Band ausstrahlt.
Ernst und Neumann gründeten 2002 die Asphalt Tango Records GmbH und veröffentlichten 2004 die DVD „Gypsy Brass Legends – The Story Of The Band“ von Fanfare Ciocărlia. Diese DVD enthält Ralf Marschallecks Film „Iag Bari – Brass on Fire“, einen Konzertmitschnitt aus dem Kesselhaus der Kulturbrauerei Berlin und einige Extras. Das britische Magazin Songlines schrieb: „‚Gypsy Brass Legends – The Story of the Band‘ setting a new standard for music documentaries.“
2005 produzierten Ernst und Neumann das Album „Gili Garabdi – Ancient Secrets of Gypsy Brass“ im Heimatdorf der Band Zece Prăjini und im Berliner Headroom Studio. Veröffentlicht wurde dieses dann von Asphalt Tango Records. Auf dem Album stellte Fanfare Ciocărlia ihre Interpretationen von „007 (James Bond Theme“) und Duke Ellingtons „Caravan“ vor. Beide Stücke wurden sehr beliebte Titel im Repertoire der Band. Der britische World Journalist Charlie Gillet spielte „Caravan“ oft in seinen BBC-Radiosendungen und lizenzierte den Song für seine CD-Compilation „World 2006“ (Rhino). 2005 erschien Garth Cartwrights Buch „Princes Amongst Men: Journeys with Gypsy Musicians" (Serpent Tail)“ mit Fanfare Ciocărlia auf dem Cover. In diesem Buch sind u. a. Interviews mit Ernst, Ivancea und anderen Mitgliedern von Fanfare Ciocărlia nachzulesen. Der Hannibal Verlag brachte 2008 die deutsche Übersetzung „Balkan-Blues und Blaskapellen – Unterwegs mit Gypsy-Musikern in Serbien, Mazedonien, Rumänien und Bulgarien“ heraus.

### Der Tod von Ioan Ivancea und der Beginn von genreübergreifenden Kooperationen: 2005–2015
Im Jahr 2005 wurde bei Ioan Ivancea Krebs diagnostiziert; er starb nach kurzer Krankheit im Oktober 2006. Zwei seiner Söhne sind weiterhin Mitglieder der Band. Nach der Trauerzeit entschied sich Fanfare Ciocărlia, auch ohne ihren jahrelangen Bandleader weiterzumachen. 
Ernst und Neumann beschlossen 2007, dass der angemessene Weg, Ivanceas Leben zu würdigen und gleichzeitig das Interesse der Menschen an Roma-Musik wachzuhalten, das fünfte Album und gleichzeitig Live-Projekt „Queens & Kings“ wäre. Eine Reihe von bekannten Gastsängerinnen und -sängern traten zusammen mit Fanfare Ciocărlia als Begleitband auf. Dazu zählten Esma Redžepova (Mazedonien), Šaban Bajramović (Serbien), Kaloomé (Frankreich), Ljiljana Butler (Bosnien), Jony Iliev (Bulgarien), Florentina Sandu (Rumänien), Dan Armeanca (Rumänien) und Mitsou (Ungarn).
Das gleichnamige Album endete mit dem „Farewell March“, eine von Ioan Ivancea gesungene Beerdigungsballade, die von Ernst vor Jahren aufgenommen, aber niemals veröffentlicht wurde, und „Born To Be Wild“, Fanfare Ciocărlias Interpretation des Steppenwolf-Songs, welchen die Band für den Soundtrack des Films „Borat – Kulturelle Lernung von Amerika, um Benefiz für glorreiche Nation von Kasachstan zu machen“ aufgenommen hatte.
Das erste Konzert der „The Gypsy Queens & Kings“-Tour fand im Dezember 2006 in Bukarest statt. Sie standen zusammen mit Esma Redžepova, Mitsou und Jony Iliev auf der Bühne. Das „Queens & Kings“- Album wurde 2007 von Asphalt Tango Records veröffentlicht. Die Tournee mit diesem Programm führte durch Europa und nach Australien.
Im September 2009 veröffentlichte Asphalt Tango Records zwei Alben von Fanfare Ciocărlia. Zum einen eine Live CD mit den Aufnahmen vom Berlin-Konzert im Kesselhaus der Kulturbrauerei der Band, das auch auf der DVD Gypsy Brass Legends zu sehen war (und der Gypsy Brass Legends DVD als Beigabe) als auch Best of Gypsy Brass, eine Compilation mit Fanfare Ciocărlias bis dato bekanntesten Titeln auf Vinyl.
Im Jahr 2006 gewann Fanfare Ciocărlia den BBC Radio 3 World Music Award für Europa. 2008 veröffentlichte Asphalt Tango Records die CD „Princes Amongst Men“, den Soundtrack zum gleichnamigen Buch von Garth Cartwright. Die Compilation erschien gleichzeitig mit der Veröffentlichung der deutschsprachigen Ausgabe des Buchs.
Fanfare Ciocărlia und Ernst gingen Anfang 2011 erneut ins Studio, um die „Balkan Brass Battle“-Sessions aufzunehmen. Auf dem sechsten Album „Balkan Brass Battle“ und der dazugehörigen Tour traten Fanfare Ciocărlia gegen die serbische Roma-Brass-Band „Boban & Marko Marković Orkestar“ zu einem musikalischen Wettstreit an.
2013 tourte Fanfare Ciocărlia intensiv durch Nordamerika. Außerdem ging die Band in Toronto/Kanada mit dem kanadischen Gitarristen Adriano Raso ins Studio. Raso, ein Spezialist für Gypsy Swing und Hardrock, war seit Jahren von Fanfare Ciocărlias Sound fasziniert und hatte vorgeschlagen, zusammen ein Album aufzunehmen. Die von Ernst produzierten Sessions sind auf der CD/LP „Devil’s Tale“ zu hören. Das Album wurde 2014 von Asphalt Tango Records veröffentlicht.
Fanfare Ciocărlia trat 2015 auf dem Womadelaide Festival in Australien und dem Womad Taranaki Festival in Neuseeland auf, danach tat sie sich mit Adriano Raso und seiner Band zusammen, um auf „Devil’s Tale“-Tour zu gehen.

## Balkan Beats: Fanfare Ciocărlias Einfluss auf die Dance Music
„Meister ihres Fachs, wie Fanfare Ciocärlia werden inzwischen als virtuose Musiker international gefeiert...“ Der Name „Balkan Beats“ wurde von dem bosnischstämmigen Berliner DJ Robert Soko geprägt. Soko startete 1993 die Partyreihe „Balkan Beats“, auf der er Blasmusik vom Balkan auflegte.
Fanfare Ciocărlias Titel „Asfalt Tango“ wurde von der britischen Electronic-Dance-Formation Basement Jaxx für das Lied „Hey U“ auf ihrem Album „Crazy Itch Radio“ verwendet.

## Fanfare Ciocărlia in Filmen
Der Dokumentarfilm „Iag Bari – Brass on Fire“ unter der Regie von Ralf Marschalleck zeigt das Leben der Mitglieder von Fanfare Ciocărlia. Er zeigt den Kontrast eines Lebens im kleinen rumänischen Dorf Zece Prăjini zu den großen Konzertsälen, in denen die Band auftritt. Der Film gewann im November 2003 den „Best Documentary Award“ auf dem Festival De Cine Documental Musical in Barcelona und Madrid. Er wurde außerdem mit dem „Best Long Documentary Award“ auf dem Roma-Festival für Fernseh- und Radioproduktionen „Golden Wheel“ in Skopje/Mazedonien ausgezeichnet.
Im Film „Gegen die Wand“ (2004) des deutsch-türkischen Regisseurs Fatih Akın ist ein kurzer Konzertausschnitt der Band im Hamburger Kulturzentrum Fabrik zu sehen.
Der Titel „Asfalt Tango“ ist dem animierten Film „Fallen Art“ von Tomasz Bagiński und auch dem Kurzfilm „Son“ von Daniel Mulloy unterlegt.
Fanfare Ciocărlias Version von „Moliendo Café“ ist in der spanischen Komödie „Crimen ferpecto“ zu hören.
Die Band untermalte die Drama-Dokumentation „Becoming Bond“ mit dem Soundtrack „James Bond Theme“.
Im Oktober 2020 wurde der Film „Borat Anschluss Moviefilm“ auf Amazon Prime Video veröffentlicht. Fanfare Ciocărlia spielte einen Großteil der Soundtracks ein.

## Stil
Der musikalische Stil der Band ist zwar hauptsächlich von der traditionellen Volkstanz-Musik Rumäniens und der Roma geprägt, nahm aber auch türkische, bulgarische, serbische und mazedonische Elemente auf. Die Gruppe verarbeitet außerdem Melodien aus der internationalen Popmusik und aus Hollywood wie Bollywood. Die Musik der Band zeichnet sich durch Geschwindigkeit und Dynamik, komplexe Rhythmen und temporeiche Soli von Klarinette, Saxophon und Trompete aus.

## Diskografie

### CDs / Vinyl
- 1998: Radio Pascani (Piranha Musik)[38]
- 1999: Baro Biao – World Wide Wedding (Piranha Musik)[38]
- 2001: Iag Bari – The Gypsy Horns From The Mountains Beyond (Piranha Musik)[38]
- 2005: Gili Garabdi (Asphalt Tango Records)[38]
- 2007: Queens and Kings (Asphalt Tango Records)[38]
- 2009: Live (Asphalt Tango Records)[38]
- 2009: Best of Gypsy Brass (Asphalt Tango Records)[38]
- 2011: Balkan Brass Battle (mit Boban & Marko Marković Orchestra, Asphalt Tango Records)[38]
- 2014: Devil's Tale (mit Adrian Raso, Asphalt Tango Records)[38]
- 2016: Onwards to Mars (Asphalt Tango Records)[38]

### DVDs
- DVD-ATR 0404 Fanfare Ciocărlia „Gypsy brass legends – the Story of the band“ / VÖ 25. Oktober 2004 / Asphalt Tango Records[38]